# Aphanipathes verticellata
Aphanipathes verticellata är en korallart som beskrevs av Brook 1889. Aphanipathes verticellata ingår i släktet Aphanipathes och familjen Aphanipathidae. Inga underarter finns listade i Catalogue of Life.